# فهرست مناطق حفاظت‌شده عمان
فهرستی از مناطق حفاظت شده عمان: 

جزایر الدیمانیات، 
پارک ملی سلیل، 
پناهگاه تیزشاخ عربی،
ذخیره‌گاه طبیعی کوه سمحان، 
حفاظت‌گاه لاک‌پشت رأس الحد، 
خاورهای ذخیره گاه ساحلی صلاله

## بن‌مایه
- همکاری‌کنندگان ویکی‌پدیا، «List of protected areas of Oman»، ویکی‌پدیای انگلیسی، دانشنامهٔ آزاد (بازیابی ۲۵ آبان ۱۴۰۰)